# Laymantown
Laymantown – jednostka osadnicza w Stanach Zjednoczonych, w stanie Wirginia, w hrabstwie Botetourt.